# 1946년 국민보험법

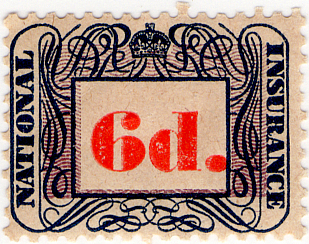
한때 제도에 대한 기여금을 징수하는 데 사용되었던 1948년 영국 국민보험 인지.

1946년 국민보험법(National Insurance Act 1946)은 애틀리 내각 시기에 통과된 영국 의회법으로, 영국 전역에 걸쳐 포괄적인 사회 보장 제도를 확립했다.
이 법은 모든 근로 연령자가 주간 기여금을 납부해야 한다는 것을 의미했다. 국민보험을 납부해온 어머니는 각 자녀에 대해 수당(18주)을 받을 자격이 있었으며, 자녀가 태어났을 때 일시금을 받을 수 있었다. 그러나 이 법은 기혼 여성을 제외했다. 주간 기여금은 질병 급여 및 실업 급여를 포함한 혜택을 제공할 수 있다는 것을 의미했다. 연금은 남성에게는 65세, 여성에게는 60세에 제공되었다.

## 배경
애틀리는 1945년 선거를 앞둔 선거 운동에서 복지국가 건설을 위해 열심히 캠페인을 벌였다. 당선된 후, 그와 그의 행정부는 매니페스토 약속을 지키기 위해 1944년 베버리지 제안을 채택했다.

## 중요성
역사가 케네스 오. 모건에 따르면, 이 법은 "이전에는 알려지지 않았던 보험 제공을 위한 포괄적이고 보편적인 기반을 제공한 조치"를 구성했다.

## 같이 보기
- 영국 노동법
- 복지국가
- 1911년 국민보험법
- 1992년 사회보장기여금 및 수혜법
- 영국 연금의 타임라인